# Јустин II
Јустин II је био источноримски цар (владао 565—578) и Јустинијанов сестрић. Његова владавина обележена је замашним и непредвидљивим догађајима.
На престо је дошао вероватно и захваљујући утицају своје супруге Софије, Теодорине сестричине. Наследио је огромно Царство и недовољне људске и материјалне ресурсе, a тога није био у потпуности свестан. Док су Лангобарди 568. упадали у Италију, цар је одбио да плаћа данак Персијанцима и Аварима и тиме изазвао рат у коме су Византинци претрпели неколико тешких пораза. Пошто су 573. Персијанци заузели важну тврђаву Дару, Јустин је трајно изгубио ментално здравље. Софија је убрзо 574. убедила Јустина да у трену луцидности усини команданта гарде Трачанина Тиберија и прогласи га за свог цезара-савладара.
И Јустин и Софија су у младости наводно били следбеници монофизитизма, али су се под Јустинијановим притиском одрекли учења које је сматрано јеретичким. Јустин је касније заузео непомирљив став према монофизитима и покренуо прогон који је само заоштрио поделе у источним провинцијама царства.
Преминуо је 578. и Тиберије га је мирно наследио као нови август.

## Долазак на престо
Јустин је имао далеко мање заслуга у односу на своје рођаке, Јустина и Јустинијана, синове војсковође Германа, који су се истакли у рату против Персије, а уз то били и омиљени због своје отворености. Међутим, Јустин се у своје време показао умешнијим. И док су његови рођаци излагали своје животе ризику, бранећи царство од непријатељских насртаја, он је за то време пребивао у Константинопољу, додворавајући се остарелом Јустинијану. Да би стекао још већу наклоност код свог ујака, оженио се Софијом, сестричином царице Теодоре, лепом и паметном женом, али исто тако и плаховитом, охолом и осветољубивом.
Приликом оне ноћи када је Јустинијан преминуо (13. новембар 565), Јустин се затекао на починку у својим одајама. Тргао се из сна тек онда када му је залупљено о врата. Била је то делегација оних сенатора који су присуствовали последњим тренуцима старога цара. Наводно, они су дошли да известе Јустина да га је стриц на самртном одру прогласио својим наследником. Јустин и његове присталице нису губиле ни часка. Сместа се запутио у сенат, који је већ био на окупу, ишчекивајући његов долазак. Након што је прочитан акт, који је наводно пренео цареву одлуку, Јустин је истога трена проглашен царем.
Идућег јутра упутио се на хиподром, који је био препун свеколике забринуте светине. Пошто је одржао пар добрих говора, пропраћени бучном акламацијом, издао је помиловање за све оне који су направили неки преступ; а да би у потпуности уверио светину у своје извранредне и великодушне намере, позвао је Јустинијанове зајмодавце да се изјасне о том питању. Ови су се оберучке томе повиновали. Међутим, на њихово још веће изненађење, одједаред се однекуда појавила поворка људи под врећама препуним злата: у року од пар сати исплаћен је целокупан Јустинијанов дуг. Народ није имао мере у хвали и одушевљењу, а његово дивљење према свом новом световном поглавару досегло је свој врхунац када је Софија, следећи пример свог супруга, исплатила дугове масама сиромашних породица. Истовремено, православни цар је издао едикт о свеоштој толеранцији. Свима онима који су изгнани због верске нетрпељивости, изузев Евтихија, сада је дозвољено да се врате својима ближњима. Никада у току своје историје источна црква није пролазила кроз тако дугачак период непомућеног мира, готово педесет година, као тада. Изгледало је као да је дошло златно доба за Константинољ и за провинције .

## Унутрашња политика
Међутим, није прошло много, а Јустинова права природа је избила на видело, што је разочарало оне које су полагали наде у њега. Одбивши охоло посланство аварског кана, само је озлоједио последњег. Исто се носио и приликом преговора са Персијанцима, након чега је раскид с њима био неизбежан.
Убиство царевог рођака-имењака, које се збило 566, изазвало је незадовољство међу његовим поданицима. На овог истакнутог војсковођу били су љубоморни и Јустин и Софија. Изненада је опозван са Дунава, одакле је водио операције против Авара, под изговором да је именован гувернером Египта; али недуго пошто је крочио ногом на обалу Александрије, пао је као жртва унајмљеног убице. То је разбеснело бројне пријатеље прослављеног војсковође; причало се да су сковали заверу против цара. Међутим, ту наводну заверу Јустин је угушио у крви.
Ризницу коју је Јустин испразнио не би ли задовољио Јустинијанове зајмодавце, надокнадио је на два начина. Прво, тиме што је прибегао тлачењу и грабљењу својих поданика, у чему је превазишао чак и свог претходника; а друго, тиме што је отворено, без икаквог осећаја срама, продавао државне положаје.

## Пад Италије
Италија, исцрпљена и опустошена ратом са Готима, а уз то додатно погођена глађу и болешћу, била је тада у жалосном стању. Албоин, краљ Лангобарда, жудео је за Јустинијановим освојеним територијама, али му се у томе испречио Нарзес, који је из Равене и даље водио операцијама. Но, Нарзесов положај је временом био све критичнији, док је Албоин, с друге стране, у међувремену ојачао своје позиције покоривши, у савезништву с Аварима, Гепиде у Панонији (566). Пошто је та сметња отклоњена, нико није сумњао у то да би Италија могла бити следећа на реду. Јустин је због тога био приморан да концентрише своје снаге у долини реке По, ставивши Нарзесу на располагање и војску и финансије.
Међутим, царица Софија није подносила Нарзеса, а овај је својом самовољном управом и крајњом грабљивошћу дао житељима Италије повода за жалбу. Подлегавши под утицајем своје супруге, Јустин се понео њеним неразумним саветом, па је опозвао Нарзеса из Италије, уз то му наредивши да за собом понесе и своју и јавну покретну имовину. Нарзес, уложивши приговор, указивао је на предстојећу опасност од Лангобарда, али то није спречило царицу да му напише увредљиво писмо, које толико узрујало старог војсковођу да је овај позвао Албоина да запоседне Италију, обећавши му уз то да неће предузимати никакве акције против њега. Но, није потрајало дуго, а он се покајао због свог неверства. Покушавао је да одврати Албоина од онога на шта га је не тако давно наговарао, али је било исувише касно. Лангобарди су продрли у Италију, а Нарзес је нешто доцније умро од жалости.
Албоин се 568. изенада спустио са јулијских Алпа, у пратњи сурових Лангобарда и мноштва Бавараца, Свева и осталих германских племена: 20.000 Саксонаца придружило се овом подухвату, повевши за собом жене и децу. Нарзесов наследник на месту управника Италије, Лонгин, био је неспособан војсковођа који је пропустио да утврди алпске пролазе, чиме је омогућио варварима да без икаквог проблема навале у Италију у бујицама. Први град који су запосели на свом путу био је Forum Julii, данашњи Чивидале дел Фријули или по словеначки Чедад. Од тог места варвари су под Албоином начинили престоницу, такорећи, феудалног војводства, која је окупљала околне области, прозвавши је исквареним обликом њеног изворног назива Forum Julii. Отуда данашњи назив Фријули, односно по немачки Фријаул. Недуго потом и Аквилеја је доживела исту судбину. Њене избеглице нашле су уточиште на венецијанским острвима.
Идуће 569. Албоин је заузео Мантову, покорио Лигурију до котијских Алпа, а 5. септембра исте године победоносно је ушао у Медиоланум (данас Милано), где проглашен за краља Италије. Отада земља која окружује Милано носи назив Лангобардија односно Ломбардија.
Наредне 570. Албоин је de facto постао господар знатног дела централне Италије. Исте године пада оснивање још два војводстава, овај пут у Сполету и у Беневенту.
Простор данашње Калабрије је 571. пао под власт Лангобарда, и отада се тај назив у византијској администрацији односи на уско полуострво Брутијум и на део Луканије. Међутим, Рим и Равена, као и разна места са севера и с југа Италије, успели су да се одупру завојевачу, оставши до даљег под царском влашћу.

## Рат на Истоку
Немоћан да учини било шта што би изменило ситуацију на боље, Јустин је изабрао линију мањег отпора, одавши се луксузу и препустивши управу својој супрузи, министрима и евнусима. Међутим, истовремено са развојем ситуација на Западу, Византија је увучена у рат с Персијом који је избио под следећим околностима. Наиме, Турци су извршили упад у земљама северно од Персије, наневши тиме увреду персијском цару Хозроју. Ситуација се нарочито погоршала након што су исти закључили савезништво са Јустином. То је навело Хозроја да нападне и покори краљевство Хомеритâ у јужној Арабији. Охрабрени доласком и успехом Турака, Ибери и Јермени дигли су се против персијског јарма и обећали да ће се потчинити византијском владару, под условом да их брани од Хозроја. Овај је пристао на то, и у складу с тим одбио да плати годишњи данак Хозроју у износу од 30.000 златника, који је био одређен ранијим преговорима. Тако је избио рат 572.
Јустин је против Персијанаца послао Марцијана, способног војсковођу, који у тренутку свог приспећа на источној граници Царства није затекао никакву војску. Но, он ју је за кратко време створио: с обзиром на ондашњу ситуацију, учинио је нешто ван сваког очекивања. Неко време је мировао у важној тврђави Дари, где су му у сусрет изашла извесна кавкаска племена. Потом је изненада кренуо у напад, опсео Низибис и тако изазвавао Хозроја на борбу. У овом пресудном моменту на бојиште је пристигао Акације преневши Марцијану да сместа пожури у Константинопољ и команду преда њему. Марцијан се повиновао овоме, али недуго по његовом одласку с бојишта, војска коју је сакупио се расула, а Акације, будући лишен свих војничких талената, није био у стању да ишта предузме о том питању.
То је имало фаталне последице по Сирију, која је опустошена мачем и огњем, и по грудобран царства — Дару, која је заузета након дужег и јуначког отпора. Када је вест о паду Даре стигла у престоницу, цар је испољио све симптоме одузетости. Његово ментално здравље толико се погоршало, да је почев од 574. био неподесан за било какав вид управљања државом. Напослетку је целокупна власт потпала под надлештво његове супруге Софије.

## Остатак владавине
Две године раније убијен је Албоин, који је претходно запосео Павију. Њу ће узети за своју резиденцију Албоинов наследник Клефон, кога ће такође задесети иста судбина. Међутим, то нипошто није спречило Лангобарде да се одрже у већем делу Италије.
Ови догађаји су се поклопили са најездом Авара, који су поразили Тиберија, ваљаног војсковођу који се затекао на челу лоше војске. Ситуација је толико била критична да је Софија стала убеђивати Јустина да усвоји малопре поменутог Тиберија и да га начини цезаром. Напослетку је Јустин пристао на то и 574. нови цезар је представљен сенату.
Софија је мудро поступила купивши за 45.000 златника мир од Персијанаца на годину дана. Он ће недуго потом бити продужен на три године, пошто је поново уговорено да ће бити исплаћиван годишњи данак у износу од 30.000 златника.
Међутим, миром није била обухваћена Јерменија, и због тога се Хозроје 576, или, што је вероватиније, још 574, запутио с великом војском у поход да прошири границе свога царства на северозапад. С огромним напором и уз велику жртву, Тиберије је подигао војску коју је чинило 150.000 страних најамника. Поверио ју је Јустинијану, царевом рођаку, кога је послао на Персијанце. Но, с друге стране, то је оставило Италију незаштићену, а Грчку учинило отвореном упадима Словена. Јустинијан је извојевао сјајну победу и послао у Константинопољ 24 слона; међутим, са своје стране задобио тешке губитке, па је врховну команду преузео Маврикије, који је 578 продро све до Тигра.

## Абдикација
Временом, царево ментално здравље се погоршало, што га је приморало да потражи наследника. Уместо својих рођака, на савет царице Софије, посвојио је децембра 574. генерала Тиберија за сина и уздигао за савладара окитивши га титулом цезара.
Јустин је потом абдицирао.

## Породично стабло
|  |                |  |  |  |  |  |  |  |  |  |  |  |  |  |  |  |
|  | 2. Дулцидије   |  |  |  |  |  |  |  |  |  |  |  |  |  |  |  |
|  |                |  |  |  |  |  |  |  |  |  |  |  |  |  |  |  |
|  |                |  |  |  |  |  |  |  |  |  |  |  |  |  |  |  |
|  | 1. Јустин II   |  |  |  |  |  |  |  |  |  |  |  |  |  |  |  |
|  |                |  |  |  |  |  |  |  |  |  |  |  |  |  |  |  |
|  |                |  |  |  |  |  |  |  |  |  |  |  |  |  |  |  |
|  | 3. Вигилантија |  |  |  |  |  |  |  |  |  |  |  |  |  |  |  |
|  |                |  |  |  |  |  |  |  |  |  |  |  |  |  |  |  |
|  |                |  |  |  |  |  |  |  |  |  |  |  |  |  |  |  |